# Eamon (Musiker)
Eamon (* 19. September 1983 in New York City; eigentlich Eamon Doyle) ist ein US-amerikanischer Hip-Hop-Musiker und Contemporary-R&B-Sänger. Bekanntheit erlangte er vor allem durch seine Single Fuck It (I Don't Want You Back) im Jahr 2003.

## Leben und Karriere
Eamon wurde 1983 als Sohn von Walter Doyle, dem Mitglied einer Doo-Wop-Gruppe, auf Staten Island, New York, geboren. Er hat zwei ältere Geschwister. Im Alter von neun Jahren trat er erstmals als Sänger auf einer Bühne auf. Mit 15 wurde Eamon von dem Produzenten Milk Dee entdeckt, der zuvor auch schon mit MC Lyte, Janet Jackson und Mary J. Blige gearbeitet hatte. Dee und sein Co-Produzent Mark Passy begannen, den Sound von Eamon zu verfeinern.
Ende 2003 erschien Eamons erste Single Fuck It (I Don’t Want You Back). Sie eroberte sofort die Radiostationen in den Städten der USA. Eamons Plattenfirma Jive Zomba schickte ein Video hinterher und gab die Produktion eines ganzen Albums in Auftrag, das Anfang 2004 erscheinen sollte. Die Single erreichte in den US-amerikanischen Billboard-Charts die Top-20 und im Kielwasser dieses Erfolgs kletterte auch das Album I Don’t Want You Back in die Top-10. Nach diesem Erfolg in den USA beschloss Jive Zomba die Veröffentlichung in anderen Ländern. Auch dort verkaufte sich die Single entsprechend. In Großbritannien, Neuseeland und Schweden erreichte sie Platz eins der Charts, in Australien Platz zwei. Im Mai 2004 erreichte er auch in Deutschland Platz eins der Singlecharts. In Italien wurde außerdem das Lied als "Solo" in italienischer Sprache veröffentlicht.
Nach dem Erfolg von Fuck It wurde die zweite Single I Love Them Ho’s (Ho-Wop) veröffentlicht. Diese war wesentlich weniger erfolgreich und schaffte es in Deutschland auf Platz 55. Das Musikvideo des Liedes enthält ein Feature mit Wu-Tang Clan Mitglied Ghostface Killah. Im Gegenzug erschien Eamon auf Ghostfaces Album More Fish.
Am 15. September 2006 veröffentlichte Eamon seine erste Single aus seinem zweiten Album Love & Pain namens (How Could You) Bring Him Home, welche nur in Großbritannien und Italien Chartplatzierungen erringen konnte. Am 5. Dezember 2006 erschien sein Album Love & Pain.
Nachdem Jive Records Eamons zweites Album nicht gut vermarktet hatte, verließ er 2008 das Label, mit der Auflage, dass er 18 Monate keinen Vertrag unterzeichnen durfte. 2010 zog er nach Los Angeles. 2011 unterschrieb er einen Zwei-Album-Vertrag mit dem unabhängigen Label SMC Entertainment im Wert von 1 Mio. US-Dollar. Er begann zusammen mit Mikal Blue an den Arbeiten für ein neues Album. Fast sofort wollte SMC nicht für alle Kosten aufkommen, trotzdem produzierten Eamon und Mikal Blue weiter. Ende 2012 wurden rechtliche Schritte eingeleitet. Gleichzeitig wurde SMCs Geldgeber David Levy wegen Aktienbetrug verhaftet. Dies gab Eamon mehr Einfluss in den Rechtsstreitigkeiten, aber nicht genug, um ihn von seinem Vertrag zu befreien. 2013 wurde Levey zu neun Jahren Gefängnis verurteilt. Das Album war im September 2012 fertiggestellt worden, da Eamon aber noch unter Vertrag bei SMC war, durfte er das Album weder veröffentlichen noch öffentlich auftreten. Er konnte aber mit anderen Künstlern zusammenarbeiten. So erschien er auf dem Album Legends Never Die von R.A. the Rugged Man. 2014 wurde er aus seinem Vertrag entlassen, mit der Auflage, dass er die meisten Songs aus seinem Album nicht veröffentlichen darf.
2015 erschien er auf dem Jedi Mind Tricks Album The Thief and the Fallen. Am 15. September 2017 veröffentlichte er sein drittes Album Golden Rail Motel. Am 21. Februar 2018 gab Eamon bekannt, dass er zusammen mit Patrick Hewitt aka „Pat Bae“ an einem Konzeptalbum arbeitet.

## Diskografie

### Studioalben
| Jahr | Titel                 | Höchstplatzierung, Gesamtwochen, AuszeichnungChartplatzierungen (Jahr, Titel, Platzierungen, Wochen, Auszeichnungen, Anmerkungen) | Höchstplatzierung, Gesamtwochen, AuszeichnungChartplatzierungen (Jahr, Titel, Platzierungen, Wochen, Auszeichnungen, Anmerkungen) | Höchstplatzierung, Gesamtwochen, AuszeichnungChartplatzierungen (Jahr, Titel, Platzierungen, Wochen, Auszeichnungen, Anmerkungen) | Höchstplatzierung, Gesamtwochen, AuszeichnungChartplatzierungen (Jahr, Titel, Platzierungen, Wochen, Auszeichnungen, Anmerkungen) | Höchstplatzierung, Gesamtwochen, AuszeichnungChartplatzierungen (Jahr, Titel, Platzierungen, Wochen, Auszeichnungen, Anmerkungen) | Anmerkungen                              |
| Jahr | Titel                 | DE | AT | CH | UK | US | Anmerkungen                              |
| ---- | --------------------- | --- | --- | --- | --- | --- | ---------------------------------------- |
| 2004 | I Don’t Want You Back | DE13 (8 Wo.)DE | AT21 (8 Wo.)AT | CH17 (17 Wo.)CH | UK6 Gold · (10 Wo.)UK | US7 Gold · (16 Wo.)US | Erstveröffentlichung: 17. Februar 2004   |
| 2006 | Love & Pain           | — | — | — | — | — | Erstveröffentlichung: 5. Dezember 2006   |
| 2017 | Golden Rail Motel     | — | — | — | — | — | Erstveröffentlichung: 15. September 2017 |

### Singles
| Jahr | Titel Album                                           | Höchstplatzierung, Gesamtwochen, AuszeichnungChartplatzierungen (Jahr, Titel, Album, Platzierungen, Wochen, Auszeichnungen, Anmerkungen) | Höchstplatzierung, Gesamtwochen, AuszeichnungChartplatzierungen (Jahr, Titel, Album, Platzierungen, Wochen, Auszeichnungen, Anmerkungen) | Höchstplatzierung, Gesamtwochen, AuszeichnungChartplatzierungen (Jahr, Titel, Album, Platzierungen, Wochen, Auszeichnungen, Anmerkungen) | Höchstplatzierung, Gesamtwochen, AuszeichnungChartplatzierungen (Jahr, Titel, Album, Platzierungen, Wochen, Auszeichnungen, Anmerkungen) | Höchstplatzierung, Gesamtwochen, AuszeichnungChartplatzierungen (Jahr, Titel, Album, Platzierungen, Wochen, Auszeichnungen, Anmerkungen) | Anmerkungen                              |
| Jahr | Titel Album                                           | DE | AT | CH | UK | US | Anmerkungen                              |
| ---- | ----------------------------------------------------- | --- | --- | --- | --- | --- | ---------------------------------------- |
| 2003 | Fuck It (I Don’t Want You Back) I Don’t Want You Back | DE1 Platin · (20 Wo.)DE | AT1 Gold · (24 Wo.)AT | CH1 Gold · (32 Wo.)CH | UK1 Platin · (27 Wo.)UK | US16 Gold · (21 Wo.)US | Erstveröffentlichung: 10. November 2003  |
| 2004 | I Love Them Ho’s (Ho-Wop) I Don’t Want You Back       | DE55 (6 Wo.)DE | AT51 (6 Wo.)AT | CH22 (10 Wo.)CH | UK27 (6 Wo.)UK | — | Erstveröffentlichung: 26. Juli 2004      |
| 2006 | (How Could You) Bring Him Home Love & Pain            | — | — | — | UK61 (2 Wo.)UK | — | Erstveröffentlichung: 15. September 2006 |

Weitere Singles
- 2004: Solo (italienische Version von Fuck It, italienische Charts: #2, 19 Wochen)[3]
- 2017: Be My Girl
- 2017: Before I Die
- 2017: I Got Soul
- 2018: You and Only You
- 2018: Greatest Mistake
- 2019: Born and Bred

### Gastbeiträge
- 2022: Show Business (Hilltop Hoods feat. Eamon)
- My Babyʼs Lost (Like That) (Promo-EP)
- If Everyone Believed (feat. David Phelps)
- F**k It – EP (mit Jesse Saunders)
- Eamon vs. Frankee (LP)[4]
- Luv to Fuk (mit R.A. the Rugged Man)
- Still Get Through the Day (mit R.A. the Rugged Man)
- Fraudulent Cloth (mit Vinnie Paz)[5]
- and God Said to Cain (mit Vinnie Paz)[6]

## Auszeichnungen für Musikverkäufe
| Goldene Schallplatte - Australien - 2024: für die Single Show Business - Belgien - 2004: für die Single Fuck It (I Don’t Want You Back) - Dänemark - 2004: für die Single Fuck It (I Don’t Want You Back) - Schweden - 2004: für die Single Fuck It (I Don’t Want You Back) | Platin-Schallplatte - Australien - 2004: für die Single Fuck It (I Don’t Want You Back) - Neuseeland - 2004: für die Single Fuck It (I Don’t Want You Back) - Norwegen - 2004: für die Single Fuck It (I Don’t Want You Back) |

Anmerkung: Auszeichnungen in Ländern aus den Charttabellen bzw. Chartboxen sind in ebendiesen zu finden.
| Land/RegionAuszeichnungen für Musikverkäufe (Land/Region, Auszeichnungen, Verkäufe, Quellen) | Gold     | Platin     | Verkäufe  | Quellen                   |
| -------------------------------------------------------------------------------------------- | -------- | ---------- | --------- | ------------------------- |
| Australien (ARIA)                                                                            | Gold1    | Platin1    | 105.000   | aria.com.au               |
| Belgien (BRMA)                                                                               | Gold1    | —          | 25.000    | ultratop.be               |
| Dänemark (IFPI)                                                                              | Gold1    | —          | 4.000     | Einzelnachweise           |
| Deutschland (BVMI)                                                                           | —        | Platin1    | 300.000   | musikindustrie.de         |
| Neuseeland (RMNZ)                                                                            | —        | Platin1    | 10.000    | aotearoamusiccharts.co.nz |
| Norwegen (IFPI)                                                                              | —        | Platin1    | 10.000    | ifpi.no                   |
| Österreich (IFPI)                                                                            | Gold1    | —          | 15.000    | ifpi.at                   |
| Schweden (IFPI)                                                                              | Gold1    | —          | 10.000    | sverigetopplistan.se      |
| Schweiz (IFPI)                                                                               | Gold1    | —          | 20.000    | hitparade.ch              |
| Vereinigte Staaten (RIAA)                                                                    | 2× Gold2 | —          | 1.000.000 | riaa.com                  |
| Vereinigtes Königreich (BPI)                                                                 | Gold1    | Platin1    | 700.000   | bpi.co.uk                 |
| Insgesamt                                                                                    | 9× Gold9 | 5× Platin5 |           |                           |